# Jan Klak
Jan Klak (* 19. září 1942 Podivín) je český ekonom a politik, člen ODS. Na počátku 90. let působil ve funkci ministra financí ČSFR.

## Život
Do roku 1970 působil jako pedagog na VŠE, poté do roku 1978 na Generálním ředitelství Průmyslu technického skla. V období let 1978–1990 byl pracovníkem Výzkumného ústavu ekonomiky spotřebního průmyslu.
Od roku 1990 pracoval na Ministerstvu financí ČSFR, kde v letech 1991–1992 zastával funkci náměstka. Od 2. července do 31. prosince 1992 působil v poslední československé federální vládě Jana Stráského jako ministr financí.
V letech 1993–1997 působil na Ministerstvu financí ČR jako první náměstek. Působil rovněž jako člen správní rady Českých drah a dozorčí rady Komerční banky.